# Грабск
Грабск (бел. Грабск) (до 1932 года Грабские Хутора) — деревня в Октябрьском сельсовете Жлобинского района Гомельской области Белоруссии.

## География

### Расположение
В 9 км на юг от районного центра и железнодорожной станции Жлобин (на линии Бобруйск — Гомель), 93 км от Гомеля.

## Транспортная сеть
Транспортные связи по просёлочной, а затем автомобильной дороге Жлобин — Стрешин. Планировка состоит из двух коротких прямолинейных, параллельных между собой, почти меридиональной ориентации улиц. Застройка двусторонняя, деревянная, усадебного типа.

## История
По письменных источников известна с начала XX века как хутор в Рогачёвском уезде Могилёвской губернии. В 1911 году построена и начала работу школа. С 1925 года в Бобруйском округе. В 1931 году организован колхоз «Заря». Во время Великой Отечественной войны оккупанты сожгли 58 дворов, убили 4 жителей. 14 жителей погибли на фронте. Согласно переписи 1959 года в составе колхоза «Октябрь» (центр — деревня Октябрь).

## Население

### Численность
- 2004 год — 53 хозяйства, 120 жителей.

### Динамика
- 1925 год — 21 двор.
- 1940 год — 61 двор, 185 жителей.
- 1959 год — 254 жителя (согласно переписи).
- 2004 год — 53 хозяйства, 120 жителей.